# 1727 Mette
1727 Mette è un asteroide areosecante. Scoperto nel 1965, presenta un'orbita caratterizzata da un semiasse maggiore pari a 1,8542008 au e da un'eccentricità di 0,1017629, inclinata di 22,89674° rispetto all'eclittica.
L'asteroide è dedicato a Mette Andrews, moglie dello scopritore.
Nel 2013 ne è stata scoperta la probabile natura binaria, senza tuttavia assegnare un nome pur provvisorio al satellite. Le due componenti del sistema, distanti tra loro 11 km, avrebbero dimensioni di circa 5,32 e 1,12 km. Il satellite orbiterebbe attorno al corpo principale in 20,99 ore.